# Dan Năzdrăvan
Dan Năzdrăvan este un film românesc din 1968 regizat de Ion Truică.